# Chrysosoma complicatum
Chrysosoma complicatum är en tvåvingeart som beskrevs av Becker 1922. Chrysosoma complicatum ingår i släktet Chrysosoma och familjen styltflugor. Inga underarter finns listade i Catalogue of Life.